# Acacia portoricensis
Acacia portoricensis é uma espécie de leguminosa do gênero Acacia, pertencente à família Fabaceae.